# Domagoj Nižić
Domagoj Nižić (Zagreb, 1998.) hrvatski je glumac.
Rođen je i odrastao u Zagrebu, roditelji su mu iz Ljubuškog. Odrastao je bez oca kojeg je izgubio u dobi od deset godina. Odgojila ga je majka Vesna, koja radi u bolnici, zajedno s dvije starije sestre - Josipom, kineziologinjom, i Anticom, magistrom sestrinstva. U mladosti se aktivno bavio odbojkom zbog čega je pohađao Sportsku gimnaziju. Iako je prvotno namjeravao studirati medicinu, ipak se odlučio za glumu. Za prijemni ispit na Akademiji scenskih umjetnosti u Sarajevu pripremao ga je hrvatski glumac Tarik Filipović. Diplomirao je glumu na Akademiji scenskih umjetnosti u Sarajevu.
Svoju prvu profesionalnu ulogu ostvario je u Hrvatskom narodnom kazalištu Zadar u predstavi „Kabanica” koja je naišla na značajan uspjeh. Među novijim projektima ističe se uloga u komediji „Dok nas inteligencija ne rastavi” u zagrebačkom Kazalištu Knap.
Tijekom studija u Sarajevu pokrenuo je „Teatar Fest”, festival koji se održava u Ljubuškom s fokusom na malu scenu. Festival je postao značajna kulturna manifestacija.
Igra glavnu ulogu Dražena Petrovića u filmu „Dražen” redatelja Danila Šerbedžije iz 2024. godine.

## Filmografija

### Filmske uloge
- „Dražen” kao Dražen Petrović (2024.)
- „Mouth of Truth” kao Bulja (2018.) (kratki film)

### Televizijske uloge
- „Tender” kao kamerman (2023.)
- „Na rubu pameti” kao Ivisa (2012.)
- „Kotlina” kao kolega u policijskoj stanici (2022.)

## Vanjske poveznice
- Domagoj Nižić u internetskoj bazi filmova IMDb-u (engl.)